# Œufs surprises
Œufs surprises est le 12e épisode de la saison 2 de la série télévisée Buffy contre les vampires.

## Résumé
Deux vampires, les frères Gorch, ont décidé de s'en prendre à Buffy. Ses activités de Tueuse, qu'elle doit taire à sa mère, lui valent de la part de celle-ci des reproches sur son manque apparent de maturité. Dans le cadre d'un cours d'éducation à la sexualité, le professeur de biologie de Buffy demande aux élèves de veiller sur un œuf, comme s'il s'agissait d'un enfant. Mais ceux-ci abritent en fait des parasites, qui, une fois sortis, imposent la volonté de leur maître à leurs victimes. Alors que Buffy et Angel passent leurs nuits au cimetière à s'embrasser au lieu de chasser les vampires, l'entourage de Buffy commence à être parasité : Willow et Cordelia assomment Buffy et Alex et les enferment alors que Joyce est contaminée par Giles. 
Buffy et Alex se libèrent et, en suivant Jonathan, un élève contaminé, arrivent dans les sous-sols du lycée où tous les contaminés sont occupés à creuser, agissant comme des robots. Les frères Gorch surgissent à ce moment-là pour tuer Buffy et ils se font alors repérer par les contaminés, devant faire cause commune pour leur résister. L'un des deux frères est précipité dans l'excavation où une créature, la mère des parasites, le tue. Buffy tombe à son tour dans le trou mais arrive à tuer la mère Bezoar et les gens redeviennent alors normaux. Le second frère Gorch prend la fuite.

## Statut particulier
Noel Murray, du site The A.V. Club, évoque un épisode « plutôt bon mais assez conventionnel » qui est « léger et plein d'action » et introduit le thème du sexe développé dans les deux épisodes suivants. Pour la BBC, cette « parodie de L'Invasion des profanateurs de sépultures est l'un des épisodes les plus faibles de la saison » et « beaucoup de scènes semblent superflues alors que d'autres voient leur importance sapée par leur brièveté » alors que les « prometteurs » frères Gorch sont sous-employés. Mikelangelo Marinaro, du site Critically Touched, lui donne la note de C, estimant que l'intrigue est « plutôt idiote » et peu inventive mais qu'il ne mérite pas sa réputation « d'être considéré comme l'un des plus mauvais épisodes de la série » en raison de sa « thématique très affutée » sur « le désir sexuel croissant de Buffy pour Angel », qui prépare le terrain pour les deux importants épisodes à venir.

## Distribution

### Acteurs crédités au générique
- Sarah Michelle Gellar : Buffy Summers
- Nicholas Brendon : Alexander Harris
- Alyson Hannigan : Willow Rosenberg
- Charisma Carpenter : Cordelia Chase
- David Boreanaz : Angel
- Anthony Stewart Head : Rupert Giles

### Acteurs crédités en début d'épisode
- Kristine Sutherland : Joyce Summers
- Jeremy Ratchford : Lyle Gorch
- James Parks : Tector Gorch
- Rick Zieff : M. Whitmore

### Acteur crédité en fin d'épisode
- Danny Strong : Jonathan Levinson